# Jim Howick
Pour les articles homonymes, voir Howick (homonymie).
James Howick, né le 14 mai 1979, est un acteur et écrivain britannique, connu pour ses rôles dans des séries télévisées comme Loaded ou Sex Education. 

## Biographie
James Howick est né à Chichester, en Angleterre le 14 mai 1979. Il a fait ses études au Bognor Regis Community College. En 2000, il est diplômé de la Mountview Academy of Theatre Arts avec mention très bien. 

## Filmographie

### Films
- 2004 : Hellboy
- 2015 : Bill

### Séries télévisées
- 1997 : The Armstrong and Miller Show (en)
- 2007 : The History of the World Backwards
- 2007 : Hyperdrive
- 2007 : Comedy Showcase
- 2007 - 2010 : The Armstrong and Miller Show (en)
- 2007 - 2012 : Peep Show : Gerard
- 2008 : Mutual Friends
- 2008 - 2009 : No Heroics
- 2008 - 2009 : The Kevin Bishop Show
- 2009 - 2010 : Reggie Perrin
- 2009 - 2013 : Horrible Histories
- 2010 : Hounded
- 2010 : The Increasingly Poor Decisions of Todd Margaret
- 2011 : BBC Proms
- 2013 - 2016 : Yonderland
- 2013 - 2014 : The Wrong Mans
- 2015 : Horrible Histories
- 2015 : Inside No. 9
- 2015 - 2017 : Scream Street
- 2016 : Stag
- 2016 : The Aliens
- 2017 : Broadchurch : Aaron Mayford
- 2017 : Loaded : Josh
- 2017 : Journey Beyond Sodor
- 2018 : Action Team
- 2018 : Wannabe
- 2019 - : Sex Education : M. Hendricks
- 2019 - : Ghosts : Pat

### Court métrage
- 2006 : Tokyo Jim : Jim

## Récompenses
En 2010, Howick a remporté un BAFTA dans la catégorie programmes pour enfants pour sa performance dans la deuxième saison de la série télévisée Horrible Histories (en). 